# The Tattooed Girl
The Tattooed Girl („Das tätowierte Mädchen“) ist ein 2003 erschienener Roman von Joyce Carol Oates. Er handelt von der unwahrscheinlichen und von Schwierigkeiten und gegenseitigem Unverständnis geprägten Beziehung zwischen einem alternden Schriftsteller mit jüdischem Hintergrund und einer jungen, ungebildeten Frau mit antisemitischen Affekten.

## Inhalt
Joshua Seigl, Autor des vor Jahren erschienen, seinerzeit von der Kritik gepriesenen Bestseller-Romans The Shadows, arbeitet nun an einer Vergil-Übersetzung und sucht einen Assistenten, zunächst im akademischen Umfeld. Er kann sich mit keinem der Bewerber anfreunden und stellt schließlich Alma Busch ein, das „tätowierte Mädchen“. Die Titelheldin ist eine junge Frau, der er zufällig in einer Buchhandlung begegnet. Alma ist attraktiv, wird als vollbusig beschrieben, ist aber durch stümperhaft ausgeführte Tätowierungen entstellt. Sie kommt aus einem White-Trash-Umfeld einer armen Familie in einer der Bergarbeiter-Städtchen im Hinterland von Pennsylvania, wo seit 1962 ein Kohleflözbrand Rauch und Hitze aus dem Untergrund aufsteigen lässt. Alma ist nur wenig gebildet, findet sich aber mit der Aufgabe, Seigls Papiere zu ordnen, ganz gut zurecht.
Als Seigl die Diagnose einer fortschreitenden Nervenerkrankung erhält, wird Alma für Seigl unverzichtbar und seine Zuneigung stärker, wobei es zu keiner sexuellen Begegnung zwischen den beiden kommt. Alma wiederum hasst insgeheim ihren Arbeitgeber, da sie ihn für einen Juden hält. Ihr Geliebter und Zuhälter Dmitri bestärkt sie in diesem Hass. Als Seigl aber Alma sagt, er sei genau genommen kein Jude, da nur sein Vater Jude gewesen sei, nicht aber die Mutter, verschwindet dieser Hass und wandelt sich in eine völlige Ergebenheit.
Währenddessen wird Alma von Seigls Umfeld misstrauisch beäugt, herablassend behandelt und von Steigls Schwester Jet vehement abgelehnt, die Anstoß daran nimmt, dass eine ungebildete „Idiotin“ Seigls Manuskripte ordne, und vermutet, Alma sei Seigls „Haushure“.
Als Seigl von seinem Nervenleiden geheilt sich überanstrengt, wird er Opfer eines Herzanfalls. Testamentarisch hat er Alma eine monatliche Zuwendung ausgesetzt und ein Wohnrecht eingeräumt. Alma bleibt in Seigls Haus, wandert durch die Räume, ist untröstlich und zunehmend verwirrt. Das Ende kommt durch Seigls Schwester Jet, die Alma für die Mörderin ihres Bruders hält und Alma in einem Anfall wahnhafter Wut ermordet.

## Hauptfiguren
- Joshua Seigl (38): Schriftsteller, lebt in Carmel Heights, einem wohlhabenden Vorort von Mount Carmel in Upstate New York
- Alma Busch: Assistentin von Seigl. Sie trägt entstellende Tätowierungen. Wie sie zu diesen kam, bleibt unklar. Auch sie erinnert sich nicht genau, sie weiß nur, dass es „Männer waren, oder ein Mann.“[2]
- Dmitri Meatte: Kellner in The Café, Seigls Stammlokal und Schachspiel-Treffpunkt. Alma verliebt sich in ihn, wird von ihm jedoch sadistisch gequält und zur Prostitution gezwungen.
- Jetimah („Jet“) Steadman-Seigl (geborene Mary Beth Seigl): Seigls ältere Schwester. In der Vergangenheit gab es mehrere Episoden impulsiven, unverantwortlichen Handelns und dementsprechend mehrere Therapien mit mehreren Diagnosen.
- Sondra Blumenthal: Universitätsprofessorin und alte Freundin von Seigl
- Ethan Blumenthal: Sohn von Sondra Blumenthal. Seigl bringt ihm Schach bei.
- Morris Friedman: Neurologe Seigls

## Hintergrund
Als Heimatort Almas wird Akron in Pennsylvania genannt. Es gibt einen Ort dieses Namens, auf den die Beschreibung im Roman jedoch nicht zutrifft. Bekannt dagegen sind die 1962 ausgebrochenen Kohleflözbrände in Centralia, Pennsylvania.
Als sie ihren Heimatort nennt, versteht ihr Geliebter „Acheron“ statt „Akron“, also den Unterweltsfluss der griechischen Mythologie. Neben den Höllenfeuern im Untergrund – Alma bezeichnet sich auch als „Höllenkind“ – und dem Anklang im Namen des Heimatortes gibt es zahlreiche weitere Bezüge zur antiken Unterweltsmythologie. Seigl ist die meiste Zeit mit einer Übersetzung der Aeneis des Vergil beschäftigt und unmittelbar zu Anfang wird daraus eine Stelle zitiert, die sich auf den Abstieg des Helden in die Unterwelt bezieht:

„facilis descensus Averno: / noctes atque dies patet atri ianua Ditis“

„[…] leicht ist zum Avernus der Abstieg: / Tag und Nacht steht offen die Pforte des düsteren Pluto“

Im dritten Teil des Romans liegt Seigl im Krankenhaus, infolge der Behandlung halb bewusstlos und von wirren Träumen und düsteren Visionen geplagt. Eine Stelle aus dem 11. Gesang von Homers Odyssee kommt ihm in den Sinn. Odysseus steigt ins Totenreich hinab, um den Seher Teiresias zu befragen. Er vollzieht ein Blutopfer und:

„Up out of Erebus they came flocking. Thousands swarming from every side. Shambling, shiftless dead.“

„Aus dem Erebos herauf kamen zu Tausenden schwärmend umher schlurfend die nackenden Toten.“

Seigl sieht sich in seiner Vision in der Rolle des Aeneas, nur dass er kein Tier für das Blutopfer hat, er hat nur sein eigenes Blut, das er zum Leben braucht. Schließlich kann er dem Andrang der Schatten entkommen. Das Buch, das Seigl seinerzeit berühmt gemacht hatte, hieß The Shadows („Die Schatten“) und schildert das Erleben der im Holocaust verfolgten und ermordeten Juden. Die Forderung von Seigls Schwester Jet, diesen Schatten erneut eine Stimme zu geben, indem er einen weiteren Roman zu dem Thema schreibt, wird von Seigl zwar abgelehnt, dennoch fühlt er eine Verpflichtung gegenüber den im Holocaust getöteten Voreltern.

## Theaterstück
Wie schon in anderen Werken verfasste Oates parallel zu dem Roman ein entsprechendes Theaterstück. Da sie mit dem Ende des Romans unzufrieden war und es im Rückblick zu abrupt fand, unterscheidet sich das Ende des Stücks vom Roman. Das Stück wurde vom Theater J, der Theatergruppe des D.C. Jewish Community Center, unter der Regie von John Vreeke inszeniert. Die Uraufführung fand am 16. Januar 2005 am Goldman Theatre in Washington, D.C. statt.

## Ausgaben
- US-Erstausgabe: Ecco, New York 2003, ISBN 0-06-053106-1.
- UK-Erstausgabe: HarperPerennial, London 2004, ISBN 0-00-717078-5.
- Taschenbuch: Harper Perennial, New York 2006, ISBN 0-06-113604-2.
- E-Book: PerfectBound, 2003, ISBN 0-06-055866-0. HarperCollins, 2009, ISBN 978-0-06-175526-2.
- Übersetzungen:
  - Schwedisch: Den tatuerade flickan. Albert Bonniers Förlag, 2004, ISBN 91-0-010317-9.
  - Italienisch: La ragazza tatuata. Mondadori, Mailand 2012, ISBN 978-88-04-61514-9.